# Burning Spear

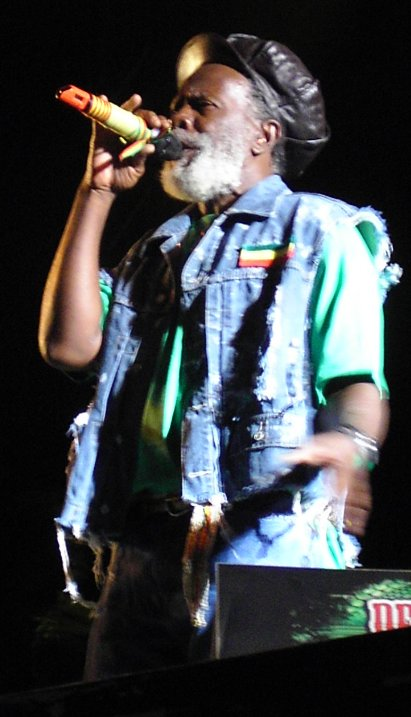
Burning Spear auf dem Chiemsee Reggae Summer 2006

Burning Spear (* 1. März 1948 in Saint Ann’s Bay, Saint Ann Parish, Jamaika; eigentlich Winston Rodney) ist ein jamaikanischer Reggae-Musiker. Der Grammy-Gewinner zählt seit den 1970er Jahren zu den Hauptvertretern des Roots-Reggae. Anfangs war Burning Spear der Name der Band, die Winston Rodney mit Rupert Willington und Delroy Hines gegründet hatte, später verwendete Rodney den Namen auch für sich selbst, während die Begleitband als Burning Band titulierte.

## Leben
Die ersten Aufnahmen von Winston Rodney datieren zurück auf 1969. In diesem Jahr nahm er Door Peep im legendären Studio One in Kingston auf. Den Kontakt mit den Studiobetreibern hatte Bob Marley hergestellt. Noch vor Veröffentlichung der Single nahm Rodney den Künstlernamen Burning Spear an, der auf ein Zitat von Jomo Kenyatta, dem afrikanischen Freiheitskämpfer und späteren Präsidenten von Kenia, zurückgeht. Das Werk von Burning Spear ist auch sehr stark von der Befreiungsbewegung von Marcus Garvey beeinflusst.
1975 erschien das Album Marcus Garvey zuerst nur in Jamaika. Als Studiomusiker waren einige der renommiertesten Instrumentalisten des Reggae beteiligt, darunter Teile der Wailers, der Band von Bob Marley. Nach dem großen Erfolg in seiner Heimat nahm Island Records Burning Spear unter Vertrag und veröffentlichte das Album 1976 international neu. Ohne Absprache mit Burning Spear mischte die Plattenfirma dabei das Album neu ab, um es an den internationalen Markt anzupassen und verärgerte die Musiker damit. Als Wiedergutmachung erschien noch im selben Jahr eine Dubversion des Albums unter dem Titel Garvey’s Ghost, auf dem instrumentale Dub-Versionen der ursprünglichen Stücke enthalten sind und das eines der ersten erfolgreichen Dub-Alben überhaupt war. In der Folgezeit erschienen zu vielen Burning-Spear-Alben die entsprechenden Dub-Alben.
Marcus Garvey war der erste internationale Erfolg von Burning Spear. Weitere erfolgreiche Alben zunächst mit Hilfe des Produzenten Jack Ruby folgten. Ab den späten 1970ern produzierte Rodney die Platten auch selbst.
Anfang der Achtziger war Burning Spear bei EMI unter Vertrag und produzierte für dieses Label drei LPs, bevor er Mitte der 80er zum Label Slash wechselte. Ab 1990 war Burning Spear wieder bei Island unter Vertrag, wechselte jedoch 1993 zu Heartbeat Music, wo er schon 1979 ein kurzes Intermezzo hatte. 2002 erfolgte der Schritt in die völlige künstlerische Unabhängigkeit mit der Gründung des eigenen Plattenlabels Burning Spear Records.
Für das Album Calling Rastafari von 1999 erhielt Burning Spear im Jahr 2000 den Grammy als Bestes Reggae-Album. 2009 konnte er mit dem Album Jah is real nochmals diese Auszeichnung gewinnen.
Burning Spear hat in den vergangenen mehr als 30 Jahren ca. 20 originäre Alben eingespielt, dazu kommen knapp ein Dutzend hiervon abgeleitete Dub-Alben und etliche weitere Live-LPs sowie zahlreiche Compilations. Die Labels Island und EMI haben aus den Aufnahmen der entsprechenden Vertragszeit Mitte der 80er erstmals Greatest-Hit-Compilations veröffentlicht, die anderen Labels haben sukzessive nachgezogen, so dass zahlreiche solcher Compilations auf dem Markt sind, die jedoch meist nur Vertragsmaterial jeweils einer Plattenfirma enthalten, und daher nur einen ungenügenden Überblick verschaffen können.
Der Sound der klassischen Burning-Spear-Aufnahmen ist geprägt von zurückhaltender Instrumentierung und von charakteristischen Bläsersätzen und von Winston Rodneys Stimme.

## Diskografie
- Burning Spear (1973)
- Rocking Time (1974)
- Marcus Garvey (1975)
- Garvey’s Ghost (1976)
- Man in the Hills (1976)
- Dry & Heavy (1977)
- Live (1977)
- Social Living (1978)
- Living Dub Vol. 1 (1979)
- Harder Than the Best (1979)
- Hail H.I.M (1980)
- Living Dub Vol. 2 (1980)
- Farover (1982)
- The Fittest of the Fittest (1983)
- Reggae Greats: Best of Island Years 1975-1978 (1984)
- Resistance (1986)
- People of the World (1986)
- 100th Anniversary: Marcus Garvey/Garvey’s Ghost (1987)
- The Fittest Selection: Greatest Hits of 1980-1983 (1987)
- Mistress Music (1988)
- Live in Paris (1989)
- Mek We Dweet (1990)
- Jah Kingdom (1991)
- The Original (1992)
- The World Should Know (1993)
- Love and Peace: Burning Spear Live! (1994)
- Rasta Business (1995)
- Living Dub Vol. 3 (1996)
- Chant Down Babylon: The Island Anthology (1996)
- Best of Burning Spear (1996)
- Appointment with His Majesty (1997)
- (A)live in Concert 97 (1998)
- Living Dub Vol. 4 (1999)
- Calling Rastafari (1999)
- Live in Montreux (2001)
- Ultimate Collection: Best of Collection (2001)
- Spear Burning: Best of the Non-Albums Releases (2001)
- Best of the Fittest: Best of Collection (2001)
- Rare and Unreleased (2001)
- 20th Century Masters: The Best of Burning Spear: Best of the Island Years (2002)
- Jah No Dead (2003)
- Free Man (2003)
- Living Dub Vol. 6 (2004)
- Creation Rebel (2004)
- Sounds from the Burning Spear (2004)
- Live in South Africa 2000 (2004)
- Our Music (2005)
- Jah Is Real (2008)

## Auszeichnungen
- Grammy Award for Best Reggae Album
  - 2000 für Calling Rastafari
  - 2009 für Jah Is Real
  - weitere Nominierungen: Resistance (1986), People of the World (1988), Live in Paris Zenith '88 (1990), Mek We Dweet (1991), The World Should Know (1994), Rasta Business (1996), Appointment with His Majesty (1998), Free Man (2004), Our Music (2006), The Burning Spear Experience (2008)

## Filmografie
- Rockers, Regie: Ted Bafaloukos, Jamaika 1978. (Burning Spear spielt sich selbst.)